# 頤和園西門駅
頤和園西門駅（いわえんせいもんえき、中国語：颐和园西门站、拼音：Yíhéyuán xīmén zhàn）とは中華人民共和国北京市海淀区に位置する北京地下鉄西郊線の駅である。

## 駅構造
- 相対式ホーム2面2線を有する地上駅。

## 駅周辺
- 頤和園

## 歴史
- 2017年12月30日 - 開業[1]。

## 隣の駅
北京地下鉄
■西郊線
巴溝駅 - 頤和園西門駅 - 茶棚駅